# Martyn Kravtsiv
Martyn Romanovytch Kravtsiv est un joueur d'échecs ukrainien né le 26 novembre 1990 à Lviv.
Au 1er mai 2017, il est le huitième joueur ukrainien et le 104e joueur mondial avec un classement Elo de 2 653 points.

## Biographie et carrière
Grand maître international depuis 2009, il a terminé premier ex æquo :
- de l'Open de Cappelle-la-Grande en 2012 ;
- du championnat d'Ukraine[2] en 2015 ;
- de l'open de Riga en 2016 (ex æquo avec Melkoumian, Neiksans, Goganov et Štoček)[3] ;
- du premier open des maîtres de Charjah en 2017[4].

Martyn Kravtsiv a représenté l'Ukraine lors de la coupe du monde d'échecs 2013 et fut éliminé au premier tour par Baadur Jobava.

## Compétitions par équipe
Avec l'équipe d'Ukraine, il a remporté l'olympiade internationale des moins de seize ans en 2006 (médaille d'or par équipe et médaille d'argent individuelle au premier échiquier).
En 2017, lors du championnat du monde d'échecs par équipe, il remporte la médaille de bronze individuelle à l'échiquier de réserve de l'Ukraine.